# Pouldergat
Pouldergat [puldɛʁgat] est une commune du département du Finistère, dans la région Bretagne, en France.

## Géographie
Pouldergat est une commune située en Cornouaille, dans le sud du département du Finistère ; elle est située au sud de Douarnenez et juste à l'est de la région du Cap Sizun dont elle ne fait pas partie. La commune est privée d'accès à la mer depuis la scission de Pouldavid en 1919. Elle fait partie de la Communauté de communes du Pays de Douarnenez.
Le finage communal, limité à l'est par un petit fleuve côtier, le Ty an Taro, lequel se jette dans la ria de la rivière de Pouldavid, et au sud par un autre fleuve côtier, le Goyen (qui coule d'est en ouest entre 65 mètres et 36 mètres d'altitude au niveau du territoire communal) est assez bosselé et présente un dénivelé assez important, les altitudes s'échelonnant entre 122 mètres (au sud-est du territoire communal, à Pen ar Ménez) et 5 mètres (au nord, dans la partie aval de la vallée du Ty an Taro, au moulin de Kerguesten ; le bourg, en position relativement centrale au sein du finage, est vers 72 mètres d'altitude. La partie sud de la commune est traversée par la vallée du ruisseau de Stang Vraz, affluent de rive droite du Goyen, dont la vallée est, comme celle du Goyen, assez encaissée, ce qui contribue à rendre assez accidenté le relief de la partie sud de la commune.
Pouldergat présente traditionnellement un paysage de bocage avec un habitat dispersé en de nombreux hameaux et fermes isolées. La proximité de Douarnenez explique la création d'un lotissement de type périurbain dans la partie nord du territoire communal, à Kerguesten ; d'autres lotissements ont été construits au sud-ouest du bourg.

### Communes limitrophes
| Poullan-sur-Mer  | Douarnenez | Douarnenez |
| Mahalon          | Pouldergat | Le Juch    |
| Guiler-sur-Goyen | Landudec   | Gourlizon  |

### Hydrographie
Pour un article plus général, voir Réseau hydrographique du Finistère.
La commune est située dans le bassin Loire-Bretagne. Elle est drainée par le Goyen, le Stalas, le Port Rhu et divers autres petits cours d'eau,.
Le Goyen, d'une longueur de 32 km, prend sa source dans la commune de Plonéis et se jette  dans l'Océan Atlantique en limite de Plouhinec et d'Audierne, après avoir traversé onze communes. 

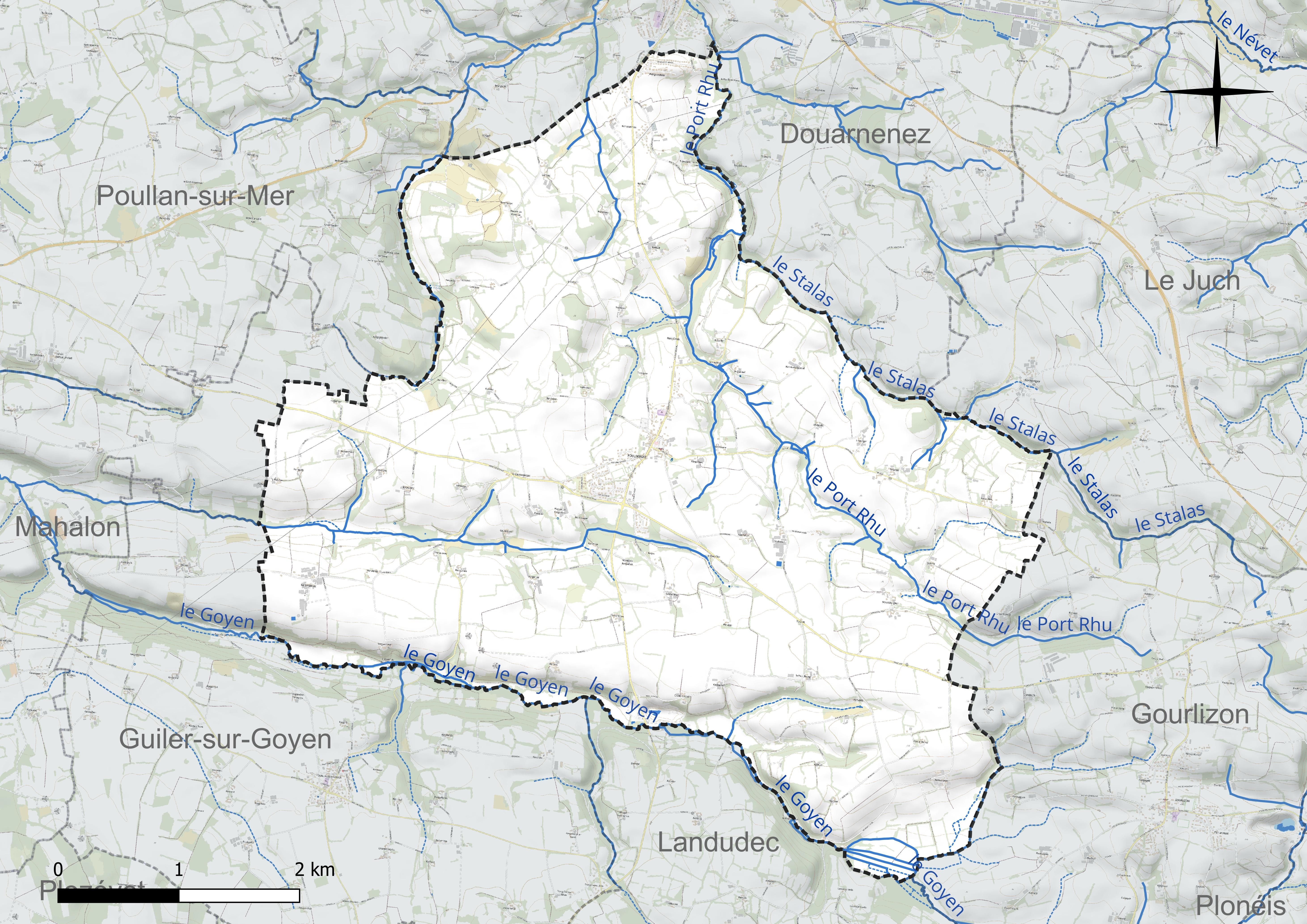
Réseau hydrographique de Pouldergat.

### Climat
Pour des articles plus généraux, voir Climat de la Bretagne et Climat du Finistère.
En 2010, le climat de la commune est de type climat océanique franc, selon une étude du CNRS s'appuyant sur une série de données couvrant la période 1971-2000. En 2020, Météo-France publie une typologie des climats de la France métropolitaine dans laquelle la commune est exposée à un climat océanique et est dans la région climatique  Bretagne orientale et méridionale, Pays nantais, Vendée, caractérisée par une faible pluviométrie en été et une bonne insolation. Parallèlement l'observatoire de l'environnement en Bretagne publie en 2020 un zonage climatique de la région Bretagne, s'appuyant sur des données de Météo-France de 2009. La commune est, selon ce zonage, dans la zone « Monts d'Arrée », avec des hivers froids, peu de chaleurs et de fortes pluies.  
Pour la période 1971-2000, la température annuelle moyenne est de 11,4 °C, avec  une amplitude thermique annuelle de 10,5 °C. Le cumul annuel moyen de précipitations est de 1 048 mm, avec 15 jours de précipitations en janvier et 8,1 jours en juillet. Pour la période 1991-2020, la température moyenne annuelle observée sur la station météorologique la plus proche, située sur la commune de Pluguffan à 13 km à vol d'oiseau, est de 12,1 °C et le cumul annuel moyen de précipitations est de 1 214,4 mm,. Pour l'avenir, les paramètres climatiques de la commune estimés pour 2050 selon différents scénarios d'émission de gaz à effet de serre sont consultables sur un site dédié publié par Météo-France en novembre 2022.

## Urbanisme

### Typologie
Au 1er janvier 2024, Pouldergat est catégorisée commune rurale à habitat dispersé, selon la nouvelle grille communale de densité à 7 niveaux définie par l'Insee en 2022.
Elle est située hors unité urbaine. Par ailleurs la commune fait partie de l'aire d'attraction de Quimper, dont elle est une commune de la couronne,. Cette aire, qui regroupe 58 communes, est catégorisée dans les aires de 200 000 à moins de 700 000 habitants,.

### Occupation des sols
L'occupation des sols de la commune, telle qu'elle ressort de la base de données européenne d'occupation biophysique des sols Corine Land Cover (CLC), est marquée par l'importance des territoires agricoles (95,9 % en 2018), une proportion sensiblement équivalente à celle de 1990 (96,1 %). La répartition détaillée en 2018 est la suivante : 
zones agricoles hétérogènes (41,3 %), terres arables (41 %), prairies (13,5 %), forêts (2,2 %), zones urbanisées (1,9 %). L'évolution de l'occupation des sols de la commune et de ses infrastructures peut être observée sur les différentes représentations cartographiques du territoire : la carte de Cassini (XVIIIe siècle), la carte d'état-major (1820-1866) et les cartes ou photos aériennes de l'IGN pour la période actuelle (1950 à aujourd'hui).

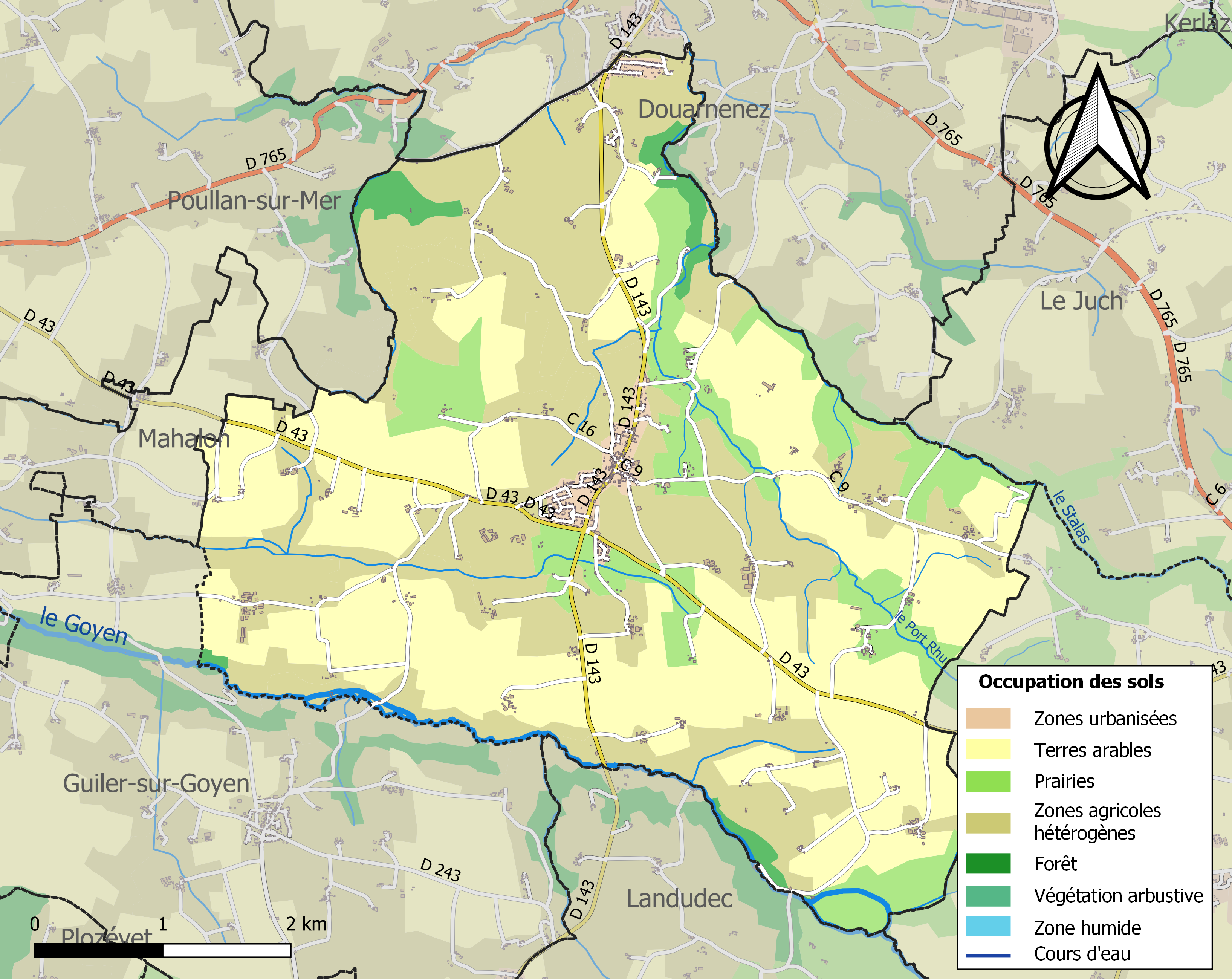
Carte des infrastructures et de l'occupation des sols de la commune en 2018 (CLC).

## Toponymie
Le nom de la localité est attesté sous les formes Plodergat en 1118, Ploedergat en 1309 et 1330.
Le nom de Pouldergat dérive du breton plou et de saint Ergat (Boscat, Tergat, Gouergat ou Wergat) (cf. Tréouergat, Tréogat et Louargat).

## Histoire

### Préhistoire et Antiquité
Un dépôt datant de l'âge du bronze moyen, contenant des pointes de lances et des haches à rebords, a été trouvé à Pouldergat. Un dépôt analogue a été trouvé à Tréboul.
Une enceinte fortifiée circulaire, d'environ 25 mètres de diamètre, située près du hameau de Cernancoët, explorée en 1893 par le baron Halna du Fretay, serait d'origine gauloise ; un vaste oppidum situé à Ménez Trélen, daterait lui aussi de l'époque gauloise.

### Moyen Âge
Pouldergat (plebs sancti Ergadi) est cité pour la première fois en 1126, dans une charte relatant que Robert, évêque de Cornouaille, avait donné en 1121 au prieuré de Saint-Tutuarn (Île Tristan) les deux tiers de la dîme de Ploudergat.
Le manoir du Moguermeur est antérieur à 1467 ; il occupe la partie sud-est d'une ancienne enceinte fortifiée, probablement gallo-romaine. Ce manoir fut propriété successivement de Jehan Cogniou en 1426, de la famille Dumoguermeur en 1536, de la famille de Pencoet à partir de 1546 et de la famille de Madien à partir de 1611. Le manoir actuel sembler dater du XVIIe siècle.
Le manoir de Kerguélénen est aussi antérieur à 1467, date où un texte cite « le manoir de Kerguélénen avec ses moulins, bois et colombier, un vieil emplacement d'étage au levant du manoir appelé Saint Connec, la métairie de Penkaer, les villages de Ty an cahérec et de Goelet an Kaer, enfin deux tènements, l'un à Keroueret, l'autre habité par Hervé le Griffon, au bourg paroissial ». La seigneurie de Kerguélénen avait haute justice et patibulaire sur la montagne située au nord de Goelet an Kaer. Pendant les Guerres de la Ligue, le capitaine du Clou, un gentilhomme poitevin allié à Guy Eder de La Fontenelle, occupa pendant un temps le manoir de Kerguélénen. En 1558, le manoir passe aux mains de la famille de Penguilly, puis en 1621 dans celles de la famille de Kersaudy et en 1643 dans celles de la famille de Quelen, enfin en 1739 dans celles de la famille du Couëdic.
Les manoirs du Questel et du Guilly ont été la propriété de la famille Agnès depuis au moins 1379 avant de passer aux mains de la famille du Guilly à partir de 1540.
D'autres manoirs existaient : Trémibrit, Kervern (Jean-Hippolyte de Mauduit en est le dernier seigneur avant la Révolution française), Cloarec (longtemps propriété de la famille de Kernech), Kergoff, Kerampap. Le manoir de la Chesnay a pendant des siècles servi de presbytère.

### Époque moderne
En 1512, le manoir de Penhoat est la propriété de Jehan de Pencoët (ou Penhoat). Cette même année, Alain de Kerguelenen réunit les principaux paroissiens dans la chapelle Saint-Jean (lieu où se tenaient traditionnellement les assemblées paroissiales) afin d'obtenir le rétablissement des prééminences que ses ancêtres avaient possédées dans la chapelle Notre-Dame (ces deux chapelles étant attenantes à  l'église paroissiale).
En 1641, 1646 et 1658, le père Julien Maunoir prêcha des missions à Pouldergat.
Charles Louis du Couëdic, qui commanda notamment la frégate La Surveillante est né à Pouldergat au manoir de Kerguélénen.
En 1741, une épidémie de dysenterie sévit : « Dans chacune des paroisses de Goulien, Plogoff, Esquibien, Plouinec, Plozévet, Mahelon, Poulan, Beuzet-Cap-Sizun, Pouldergat, Douarnenez, on compte le chiffre énorme de dix à douze morts par jour ».
En 1759, une ordonnance de Louis XV ordonne à la paroisse de Pouldregat [Pouldergat] de fournir 28 hommes et de payer 183 livres pour « la dépense annuelle de la garde-côte de Bretagne ».
Jean-Baptiste Ogée décrit ainsi Pouldergat en 1778 :

« Pouldregat ; à 4 lieues à l'ouest-nord-ouest de Quimper, son évêché et son ressort ; à 43 lieues de Rennes, et à deux lieues de Pontcroix, sa subdélégation. On y compte 1 800 communiants, y compris ceux de Poldavi, sa trève. La cure est à l'alternative. Ce territoire est arrosé par les eaux de la rivière de Poldavi, que le flux et le reflux de la mer rend navigable ; les terres sont très exactement cultivées par les habitants, qui passent pour très laborieux et très bons cultivateurs. Les femmes même, suivant l'exemple de leurs maris, montrent une activité et un courage qui peuvent servir de modèle à leur sexe et faire rougir les hommes de plusieurs paroisses de la province où l'inaction règne. Il se tient, par an, à Pouldregat trois foires, célèbres par la quantité de bestiaux qui s'y vendent. (...) [Les seigneuries sont] Coulanezre, haute, moyenne et basse justice, à M. Halna du Frelayel [du Fretay] ; Guerquelen, haute, moyenne et basse justice, à M. Du Coidic ; Ker-Hazo, haute, moyenne et basse justice, à M. de Plœuc ; Nevet, marquisat, haute, moyenne et basse justice, à Madame la Comtesse de Coigni. »

### Révolution française
La paroisse de Pouldergat, qui comprenait alors 125 feux, élit quatre délégués (Nicolas Renevot, Nicolas Lebrun, Nicoals Brelivet, Pierre Riou), pour la représenter à l'assemblée du tiers-état de la sénéchaussée de Quimper au printemps 1789.
René Le Guenno, originaire d'Ergué-Gabéric,recteur depuis 1773, Jean Le Joncour, curé ainsi que les deux vicaires Yves Le Guenneau et François Massé, refusèrent tous les quatre de prêter le serment de fidélité à la Constitution civile du clergé et devinrent donc prêtres réfractaires : le recteur et l'un des vicaires partirent en Espagne. Yves Mathurin Olivier, originaire de Fouesnant, fut élu  curé constitutionnel de la paroisse le 8 avril 1791 par le district de Pont-Croix ; Joseph Marie Le Bras lui succède le 15 avril 1793. Des prêtres insermentés tiennent des registres paroissiaux clandestins à partir de 1793 ; ils obtiennent la mise à disposition de quelques chapelles à partir de mai 1795.
Selon G. Lenotre, c'est au château de Kervern en Pouldavid, dont le régisseur était Chapuis de Boulair (et non au château de Kervenargan en Poullan) que les députés conventionnels proscrits Buzot, Pétion, Guadet, Barbaroux et Louvet auraient trouvé asile avant de tenter de fuir via Douarnenez.

### LeXIXesiècle

#### Les épidémies
L'épidémie de choléra de 1849-1850 fit 50 victimes à Pouldergat.
Entre le 30 août 1893 et le 1er mai 1894, le canton de Douarnenez enregistra 172 cas de choléra (dont 99 décès), dont 3 cas (3 décès) pour la seule commune de Pouldergat.

#### Pouldergat vers le milieu duXIXesiècle
A. Marteville et P. Varin, continuateurs d'Ogée, décrivent ainsi Pouldergat en 1845 :

« Pouldergat (dédié à saint Ergat) ; commune foormée par l'ancienne paroisse de ce nom, y compris sa trève Pouldavy ; aujourd'hui succursale. (...) Principaux villages : Pennarcréac'h, Pouldavy, Kergoff, le Roz, Lanogat, Kergoulenen, Kerlaouéret, Kerourien, Kerguerhent. Manoirs de Moguermeur, de Kerguélénen. Superficie totale 2 995 hectares dont (...) terres labourables 1 154 ha, prés et pâtures 185 ha, vergers et jardins 13 ha, bois 133 ha, canaux et étangs 14 ha, landes et incultes 1 403 ha (...). Moulins : 10 (de Pennarcréac'h, de Pouldavy, de Kerguesten, de Trémébrit, du Roz, de Kernaou, Vert, de Kerlivic, de Kerguélénen, à eau). (...) La route de Quimper à Audierne traverse cette commune [en fait Pouldavid] du mord-est au sud-ouest. Il y a foire à Pouldavy le premier vendredi des mois de février, avril, juin, août, octobre et décembre. Géologie : constitution granitique. On parle le breton. »

Nicolas Donnart, né le 25 mai 1830 à Pouldergat, soldat au 95e de ligne, fut blessé pendant la Guerre de Crimée. Pierre Le Merdy, né le 14 mai 1844 à Pouldergat, soldat au 68e de ligne, fut blessé pendant la Guerre de 1870.
En 1868 une prime d'honneur agricole est décernée à Pierre-Hyacinthe Belbeoc'h, propriétaire à Kervern, « pour le défrichement de 108 ha de landes, l'emploi d'engrais de diverses natures, ses belles récoltes sarclées, ses produits remarquables en froment et en betteraves ». Charles Belbeoc'h reçut un deuxième prix pour son beurre à l'Exposition universelle de 1900 qui se tint à Paris.

#### La rivalité entre les habitants de Pouldergat et ceux de Pouldavid
Un fait divers survenu en 1857 et relaté par le journal La Presse évoque cette rivalité :

« Le 24 juin, les communes de Pouldavid et de Pouldergat (...) devaient célébrer brillamment la Fête-Dieu. À moitié chemin des deux, on avait élevé un brillant reposoir, et les habitants parcouraient la route en leurs plus beaux habits. Tout à coup, neuf marins, pêcheurs de sardines de la baie, se ruent sur le reposoir et au grand étonnement de tous, le détruisent. Pourquoi ? pourquoi ? disaient tous les paysans, vous, bons catholiques, faites-vous un tel mal ? C'était précisément parce qu'ils se disaient bons catholiques qu'ils agissaient ainsi. Ils avaient demandé à porter la bannière de Pouldergat et le curé les avait refusé. Furieux d'un refus qui, dans les campagnes bretonnes, les privait d'un honneur très recherché, les neuf marins se sont vengés en démolissant le reposoir. »

Pendant la seconde moitié du XIXe siècle et les premières années du XXe siècle, la population de la section de Pouldergat décline alors que celle de  la section de Pouldavid augmente, ce qu'une délibération du Conseil municipal de la commune explique en ces termes :

« (..). Les propriétaires ruraux et les fermiers ont presque partout supprimé leur penn-ty, où vivaient de nombreuses familles de journaliers agricoles qui, chassées des campagnes, sont venues se réfugier dans les villes et leurs faubourgs : attendu que Pouldavid, sorte de faubourg de Douarnenez, abrite une partie notable de ces malheureuses familles, originaires de la section de Pouldergat. »

### LeXXesiècle

#### La Belle Époque
En réponse à une enquête épiscopale organisée en 1902 par François-Virgile Dubillard, évêque de Quimper et de Léon en raison de la politique alors menée par le gouvernement d'Émile Combes contre l'utilisation du breton par les membres du clergé, le recteur de Pouldergat, l'abbé Pengam, écrit : « Les enfants qui se préparent à faire leur Première communion sont au nombre de 55. Tous ces enfants, qui pour la plupart viennent d'entrer à l'école, ignorent absolument le français » ; il ajoute : « La paroisse de Pouldergat est exclusivement rurale, il n'y a pas une seule maison où on parle français ».
L'expulsion des Sœurs des Filles du Saint-Esprit de l'école de Pouldergat en 1907 provoqua quelques troubles :

« À Pouldergat, l'école si florissante tenue par les Sœurs Blanches a été fermée au mois de juillet dernier ; mais les religieuses avaient refusé de quitter la maison bâtie pour elles. Le commissaire spécial de Quimper, accompagné de 60 gendarmes commandés par un capitaine, les a expulsés, samedi matin 9 novembre. »

Le journal La Lanterne précise que le commissaire spécial « a fait interdire l'accès au clocher pour empêcher de sonner le tocsin » et que « la porte de l'école a du être enfoncée ».
Le recensement de 1911 indique 1 367 habitants à Pouldergat et 1 743 habitants à Pouldavid, le nombre total des habitants de la commune ayant diminué de 71 personnes par rapport au recensement précédent de 1906 « en grande partie du fait de la laïcisation de l'école des filles du bourg de Pouldergat, auquel était à l'époque annexé un pensionnat florissant ».
En 1911, une pétition signée par presque tous les électeurs de la section de Pouldergat déclare que « cultivateurs, ils veulent être administrés par des cultivateurs », que « la section de Poudergat, qui est riche, nourrit la section de Pouldavid, qui est pauvre », que « la section de Pouldergat est sacrifiée à la section de Pouldavid » ; le conseil municipal (les élus de Pouldadid y sont majoritaires) proteste contre l'avis favorable donné à la demande de scission par le commissaire enquêteur et demande le transfèrement à Pouldavid du chef-lieu communal. 

#### La Première Guerre mondiale

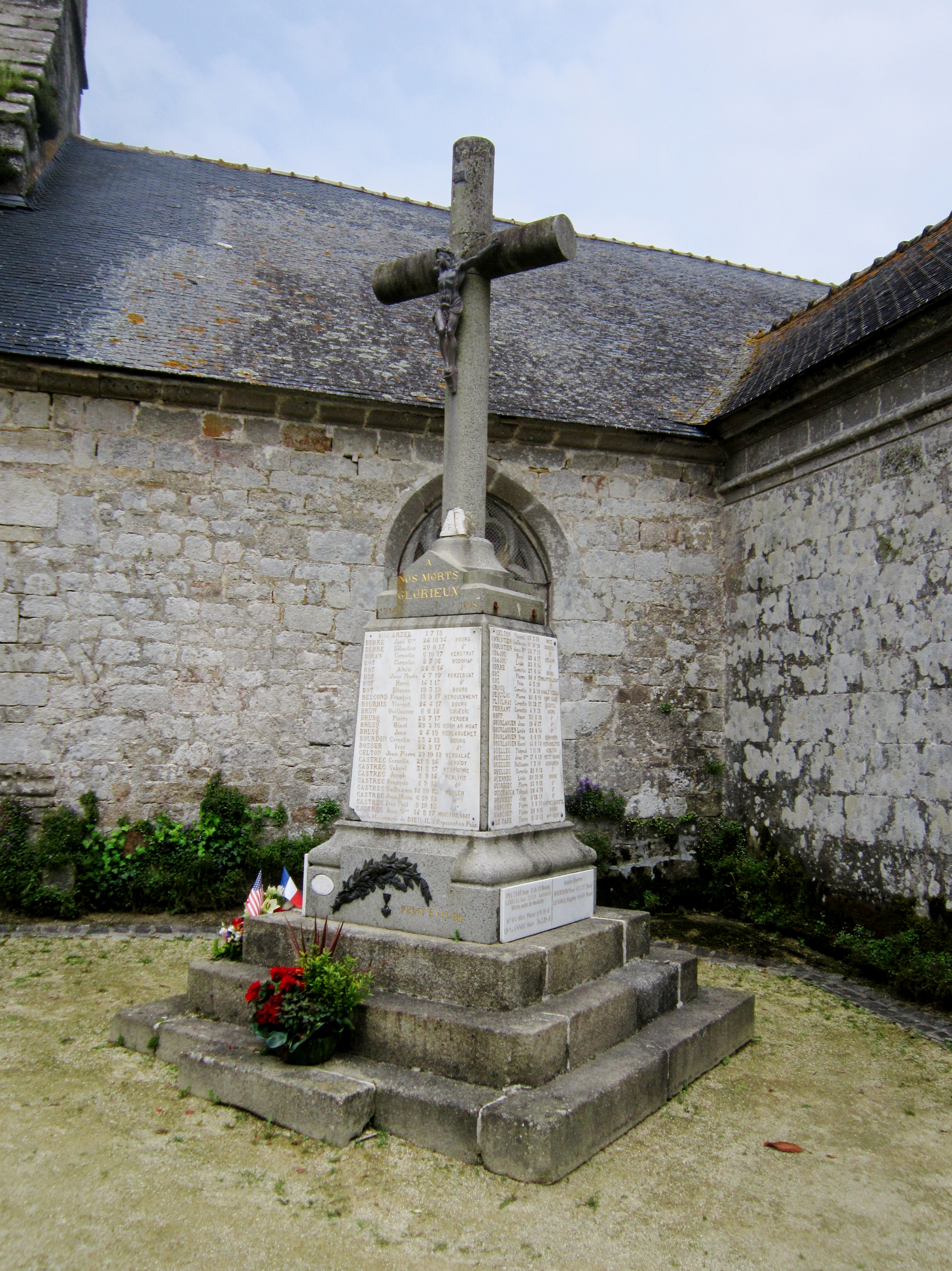
Pouldergat : le monument aux morts

Le monument aux morts de Pouldergat porte les noms de 84 soldats morts pour la France pendant la Première Guerre mondiale. Parmi eux, le 22 août 1914 trois soldats de Pouldergat (Louis Coajou, Alain Le Bot, Louis Savina) trouvent la mort le même jour à Rossignol (Belgique) lors de la Course à la mer ; deux frères, tous deux marins, sont morts pendant ce conflit, l'un Jean Corentin Le Gall le 27 avril 1915 lors du naufrage du croiseur Léon Gambetta en Mer Adriatique, l'autre François Sébastien Le Gall le 8 novembre 1916 lors du naufrage du navire à vapeur Earl of Forfar victime d'une explosion dans le port d'Arkhangelsk (Russie). L'abbé Arzel, vicaire à Pouldergat en 1914, a livré un témoignage sur la guerre  paru le 3 août 1918 dans le journal Le Progrès du Finistère sous le titre "Échos du Front". L'abbé Arzel, sergent sans un régiment d'infanterie, a été en 1916 cité à l'ordre de son régiment dans les termes suivants : « De sa propre initiative, est allé chercher en avant des lignes, et malgré une très vive fusillade, le corps de son lieutenant qui venait d'être tué ».
Pierre Belbéoc'h, maire de Pouldergat entre 1912 et 1919, a relaté dans un manuscrit la vie de la commune de Pouldergat, qui comprenait aussi alors Pouldavid, pendant la Première Guerre mondiale.
En 1919, l'école privée catholique de Pouldergat a 152 élèves, l'école laïque n'a que 6 élèves.

#### La scission de Pouldavid
Des désaccords existaient souvent entre les électeurs de Pouldergat et ceux de Pouldavid : en 1904, les électeurs de la section de Pouldergat qui avaient fait grève pour protester contre la municipalité à tendance socialiste, parviennent à faire élire à la tête de la municipalité Charles Belbéoc'h, propriétaire et agriculture à Kervern en Pouldavid, avec comme adjoints Quideau, lui aussi agriculteur, pour la section de Pouldergat, et Le Bars, propriétaire cultivateur, pour la section de Pouldavid.
Un article du journal La Croix publié en 1909 illustre la poursuite de ces désaccords :

« La commune de Pouldergat comprend deux sections : Pouldergat et Pouldavid, qui ont respectivement droit à neuf et douze conseillers municipaux. Or, il y a un mois, les douze conseillers de Pouldavid, qui comme ceux de Pouldergat étaient libéraux, ont été battus et remplacés par douze conseillers radicaux. Ceux-ci, imposant leur volonté au Conseil, ont élu un maire radical, M. Le Berre. Les neuf conseillers de Pouldergat, étant en minorité constante, ont démissionné, et une campagne a été menée par leurs partisans pour demander l'autonomie de Pouldergat, c'est-à-dire la transformation de la section en commune. Une élection devait avoir lieu, dimanche, en vue de pourvoir au remplacement des conseillers démissionnaires. Le bureau de vote ne fut constitué que de cinq membres au lieu de six : le maire, trois instituteurs et un cantonnier. Durant toute la journée, aucun électeur ne s'est présenté à l'urne, le mot d'ordre ayant été donné. »

La commune de Pouldavid-sur-Mer a été créée par la loi du 22 octobre 1919 par scission d'une partie de la commune de Pouldergat, au sein de laquelle Pouldavid formait depuis une section administrée depuis 1890 par un adjoint spécial.

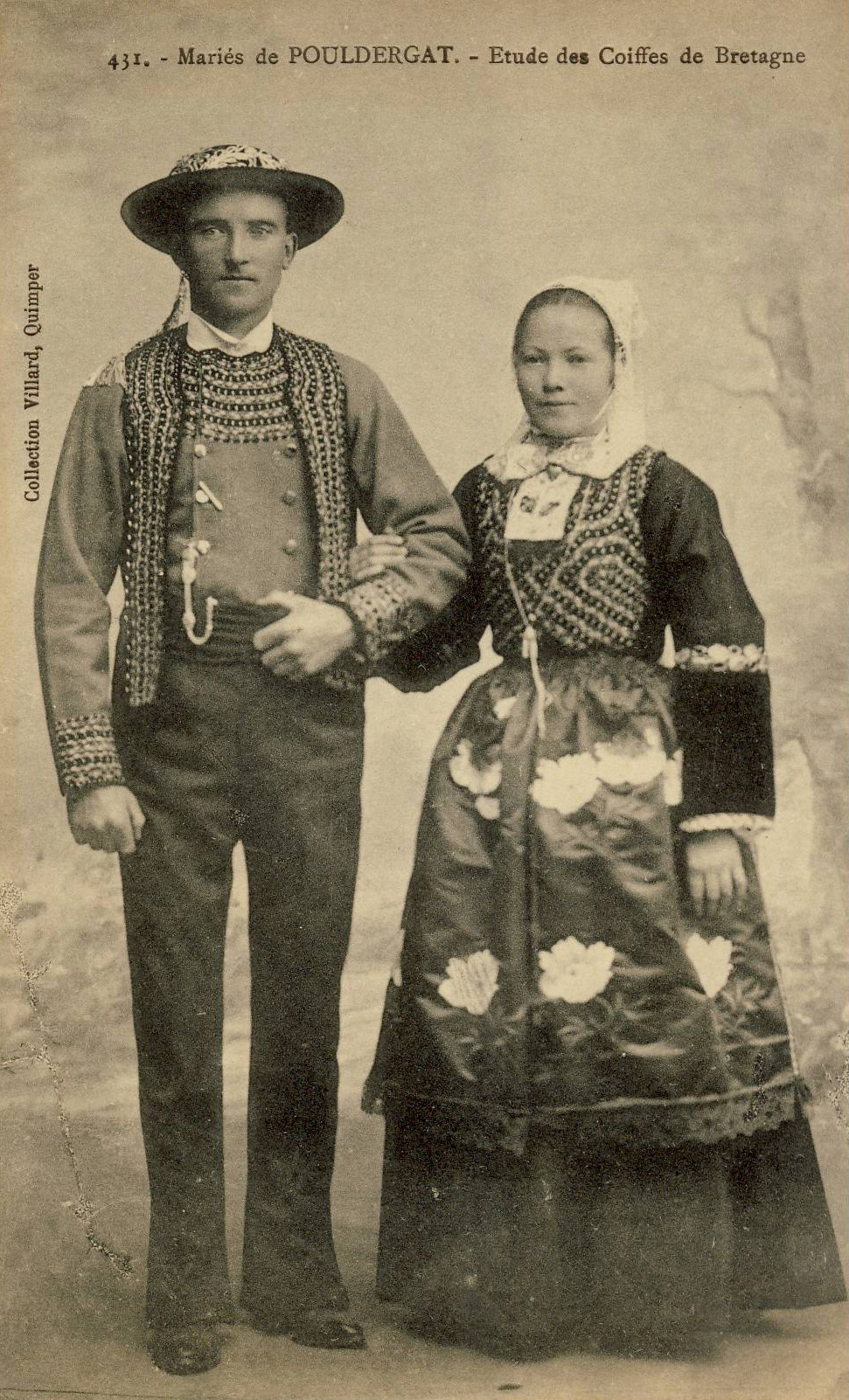
Mariés de Pouldergat vers 1920 (carte postale Villard).
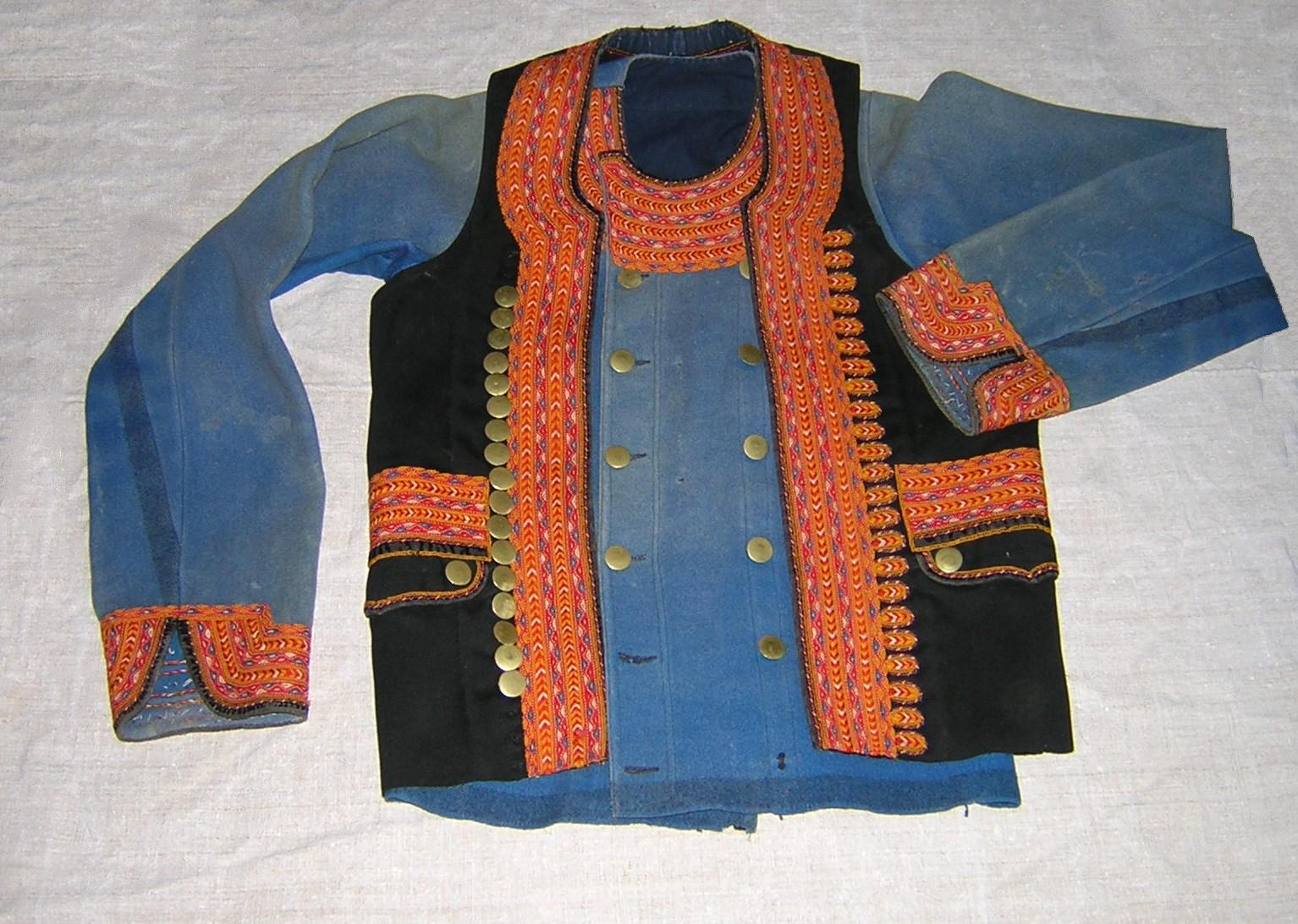
Chupenn et Jiletenn (veste et gilet) bretons d'homme de Ploaré et Pouldergat aux environs de 1900 - 1925.

#### L'Entre-deux-guerres
Le club de football "Pouldergat Sports" est créé en 1923 par Jean-Pierre Manuel, un instituteur originaire de Plonéis. 
En août 1936 un arrêté préfectoral entérine la création d'un syndicat en vue de l'électrification de la région, comprenant les communes de Landudec, Tréogat, Plonéis, Gourlizon, Plovan, Pouldergat, Peumerit, Guiler-sur-Goyen, Plogastel-Saint-Germain et Pouldreuzic ; « Nous espérons que désormais la création de ce syndicat ne tardera guère et souhaitons que 1937 nous apporte l'électricité tant attendue ».

#### La Seconde Guerre mondiale
Le monument aux morts de Poudergat porte les noms de 10 personnes mortes pour la France pendant la Seconde Guerre mondiale.
14 résistants FFI originaires de Pouldergat ont un dossier au Service historique de la défense à Vincennes : Étienne Bot, Jean Bourdon, Jean Branju, Jean Ferrant, Jean Fertil, Hervé Celton, Hervé Kervarec, René Le Bot, Jean Le Corre, Henri Le Coz, Jean Le Coz (deux frères), Louis Le Gall, Jean Raphalen, Michel Talidec et Pierre Youinou.
Yves Riou, instituteur à Pouldergat, fut arrêté dans sa classe le 16 décembre 1942 en raison de ses sentiments anti-nazis ; déporté, il est mort le 8 mai 1944 au camp de concentration d'Oranienbourg-Sachsenhausen ; son nom a été donné à l'école publique de Pouldergat.
Parmi les prisonniers de guerre originaires de Pouldergat, à titre d'exemple : Louis Kervarec, soldat, fut fait prisonnier à Calais le 26 mai 1940 et emprisonné au Stalag II-B  à Hammerstein, puis au stalag VIII-C à Sagan (Silésie) jusqu'au 11 février 1945 ; libéré par l'armée américaine le 7 avril 1945 à Hildesheim, il parcourut à pied 600 kilomètres en 55 jours pour revenir chez lui.
Jean et Louis Le Gac, deux résistants dont le père Jean-Marie Le Gac, avait ses origines familiales à Pouldergat, qui avaient notamment attaqués un train de munitions en gare de Bannalec le 11 novembre 1943, incarcérés à la prison Saint-Charles à Kerfeunteun, puis fusillés par les Allemands le 5 avril 1944 à Poulguen en Penmarc'h avec 33 autres résistants, ont été inhumés à Pouldergat.
Un détachement germano-russe (les Russes faisant partie de l'armée Vlassov), faisant partie d'une unité stationnée à Pont-Croix, fut cantonné à Poudergat d'avril 1944 jusqu'au 4 août 1944. Guillaume Le Brun, maire de Poudergat, fut assassiné le 29 juillet 1944 sans raisons apparentes par deux soldats russes lors d'un contrôle d'identité à l'entrée du village du Couédic.
Parmi les autres victimes de la guerre originaires de Pouldergat, Alain Parc fut blessé lors des combats pour la libération de Pouldavid et décéda de ses blessures le 17 octobre 1944.
Le 11 septembre 1944, l'avion, un Republic P-47 Thunderbolt, de l'aviateur américain Haugan Weld Figgis, touché par les tirs allemands au-dessus de la Presqu'île de Crozon lors des combats liés à la libération de Brest, s'écrasa dans un champ à Pouldergat ; l'aviateur avait pu auparavant sauter en parachute. Des membres de l'association Amzer Gwechall ont retrouvé des pièces de l'avion, qui ont été exposées en juin 2018 à la mairie de Pouldergat en présence de la fille du pilote américain.
Cette même association a recensé 124 prisonniers de guerre allemands ayant travaillé à Pouldergat ou à Pouldavid entre 1945 et 1948.

#### L'après-Seconde-Guerre-mondiale
Pierre Bourdon, originaire de Pouldergat, a été tué le 15 novembre 1952 pendant la Guerre d'Indochine et un autre, Eugène Le Gall, est mort pour la France en 1963.

### LeXXIesiècle
La commune de Pouldergat ne dispose toujours pas en 2021 de réseau d'assainissement collectif ; en janvier 2021 44 propriétaires de maisons de la commune ont été pénalisé d'une amende par la communauté de communes Douarnenez Communauté qui, depuis 2017, dispose de la compétence de l'eau et de l'assainissement.

## Langue et culture bretonne
L'adhésion à la charte Ya d'ar brezhoneg a été votée par le conseil municipal le 31 octobre 2005.
Le bagad  Glaziked Pouldregad de Pouldergat a été champion de Bretagne des bagadoù de 3e catégorie en 2019, accédant en conséquence en 2e catégorie pour l'année 2020.

## Politique et administration
| Période                                  | Période  | Identité                       | Étiquette  | Qualité |
| ---------------------------------------- | -------- | ------------------------------ | ---------- | --- |
| 1790                                     | 1790     | Jean-Corentin Danielou-Desbois |            | Juge de paix, notaire royal, procureur fiscal à Douarnenez.                                                                                                  |
| 1791                                     | 1792     | Jean Friant                    |            | Cultivateur. |
| 1792                                     | An III   | Nicolas Renevot                |            | Cultivateur. |
| An IV                                    | An V     | Gabriel Le Bescond             |            | |
| An V                                     | An VI    | Nicolas Renevot                |            | Déjà maire entre 1792 et l'an III. |
| An VI                                    | An XIII  | Gabriel Le Bescond             |            | Déjà maire entre l'an V et l'an VI. |
| An XIII                                  | 1806     | Nicolas Renevot                |            | Déjà maire entre 1792 et l'an III, ainsi qu'entre l'an V et l'an VI.                                                                                         |
| 1806                                     | 1807     | Hervé Kervarec                 |            | Cultivateur. |
| 1807                                     | 1815     | Yves Lezoualch                 |            | Cultivateur. |
| 1815                                     | 1834     | Alexandre-Raphaël Piriou       |            | Propriétaire. |
| 1835                                     | 1839     | Allain Le Brun                 |            | Cultivateur. |
| 1839                                     | 1843     | Thébault Friant                |            | Cultivateur. |
| 1843                                     | 1879     | François Gouzil                |            | Agriculteur. Conseiller général à partir du 1er août 1852.                                                                                                   |
| 1879                                     | 1892     | Claude Jezequel                |            | |
| 1892                                     | 1904     | Jean Fily                      | Socialiste | Marin-pêcheur, puis boulanger. |
| 1904                                     | 1909     | Charles Belbeoc'h              |            | Son frère Pierre-Hyacinthe Belbéoc'h fut maire de Pouldergat entre 1912 et 1919, puis de Pouldavid.                                                          |
| 1909                                     | 1912     | François Le Berre              | Radical    | |
| 1912                                     | 1919     | Pierre-Hyacinthe Belbeoc'h     |            | |
| 1919                                     | 1927     | Mathieu Griffon                |            | Boulanger. |
| 1927                                     | 1944     | Guillaume Le Brun              |            | Cultivateur. Assassiné le 29 juillet 1944 sans raisons apparentes par deux soldats allemands lors d'un contrôle d'identité à l'entrée du village du Couédic. |
| 1944                                     | 1944     | Pierre-Hyacinthe Belbéoc'h     |            | Déjà maire de Pouldergat entre 1912 et 1919 et maire de Pouldavid entre 1919 et 1925.                                                                        |
| 1944                                     | 1965     | Jean-Marie Le Guellec          |            | |
| 1965                                     | 1977     | Pierre Le Friant               |            | |
| 1977                                     | 1983     | Raphaël Gouill                 |            | |
| 1995                                     | En cours | Gabriel Le Guellec             | DVD        | Agriculteur |
| Les données manquantes sont à compléter. |          |                                |            | |

## Démographie
L'évolution du nombre d'habitants est connue à travers les recensements de la population effectués dans la commune depuis 1793. Pour les communes de moins de 10 000 habitants, une enquête de recensement portant sur toute la population est réalisée tous les cinq ans, les populations de référence des années intermédiaires étant quant à elles estimées par interpolation ou extrapolation. Pour la commune, le premier recensement exhaustif entrant dans le cadre du nouveau dispositif a été réalisé en 2007.
En 2022, la commune comptait 1 213 habitants, en évolution de −0,16 % par rapport à 2016 (Finistère : +2,16 %, France hors Mayotte : +2,11 %).
| 1793  | 1800  | 1806  | 1821  | 1831  | 1836  | 1841  | 1846  | 1851  |
| ----- | ----- | ----- | ----- | ----- | ----- | ----- | ----- | ----- |
| 1 518 | 1 744 | 1 536 | 1 572 | 1 842 | 2 006 | 2 011 | 2 275 | 2 267 |

| 1856  | 1861  | 1866  | 1872  | 1876  | 1881  | 1886  | 1891  | 1896  |
| ----- | ----- | ----- | ----- | ----- | ----- | ----- | ----- | ----- |
| 2 229 | 2 261 | 2 353 | 2 295 | 2 353 | 2 552 | 2 721 | 2 809 | 2 834 |

| 1901  | 1906  | 1911  | 1921  | 1926  | 1931  | 1936  | 1946  | 1954  |
| ----- | ----- | ----- | ----- | ----- | ----- | ----- | ----- | ----- |
| 3 057 | 3 181 | 3 111 | 1 394 | 1 325 | 1 368 | 1 368 | 1 221 | 1 164 |

| 1962  | 1968  | 1975  | 1982  | 1990  | 1999  | 2006  | 2007  | 2012  |
| ----- | ----- | ----- | ----- | ----- | ----- | ----- | ----- | ----- |
| 1 093 | 1 114 | 1 129 | 1 304 | 1 311 | 1 277 | 1 246 | 1 241 | 1 237 |

| 2017  | 2022  | - | - | - | - | - | - | - |
| ----- | ----- | - | - | - | - | - | - | - |
| 1 211 | 1 213 | - | - | - | - | - | - | - |

## Monuments
- L'église paroissiale Saint-Ergat : édifice composite à trois vaisseaux en croix latine s'achevant par un chœur à collatéraux et chevet plat. La nef compte trois travées asymétriques bordées de collatéraux. La première travée au nord conserve un arc et des piliers à chapiteaux et bases sculptés datant de l'époque romane[70]. L'un des chapiteaux est orné d'un cheval surmontés d'un oiseau[71]. Le reste de la nef et les collatéraux datent du XVIe siècle. Le chœur (XiVe siècle), formé de trois travées s'ouvre sur les bas-côtés par des arcs de tiers-point retombant sur des piliers formés de huit colonnettes tangentes à chapiteaux garnis de feuillages très découpés en réemploi, caractéristiques de l'école de Pont-Croix. La façade occidentale date du XVIe siècle[72]. Sa flèche daterait du début du XVIIIe siècle ; l'église a été fortement remaniée en 1854, avec notamment la construction du porche sud[28]. Trois chapelles situées le long des bas-côtés de la nef sont dédiées à saint Herbot pour celle du nord, à saint Sébastien et saints Côme et Damien pour celles du sud ; les deux chapelles situées de part et d'autre du chœur sont dédiées à saint Jean et à Notre-Dame, cette dernière chapelle abritant la confrérie du Rosaire ; on y voit de écussons des Kerguelenen et des Moguermeur[24].
- Le calvaire du placître de l'église paroissiale Saint-Ergat (XVe siècle-XVIe siècle).
- La chapelle Saint-Vendal, dite aussi chapelle Saint-Guénaël, dédiée à saint Gwenaël ; elle aurait été reconstruite après les guerres de la Ligue[73].
- le calvaire de Kerlivit (XVe siècle), restauré au XIXe siècle.
- Le lavoir avec une statue de saint Antoine et de saint Ergat.
- Le manoir de Penhoat (XVIe siècle-XVIIIe siècle, restauré au XIXe siècle).
- Le Moulin de Kerguerhent (XVIIIe siècle), moulin à rodet fonctionnant par le biais d'un bief du Goyen.

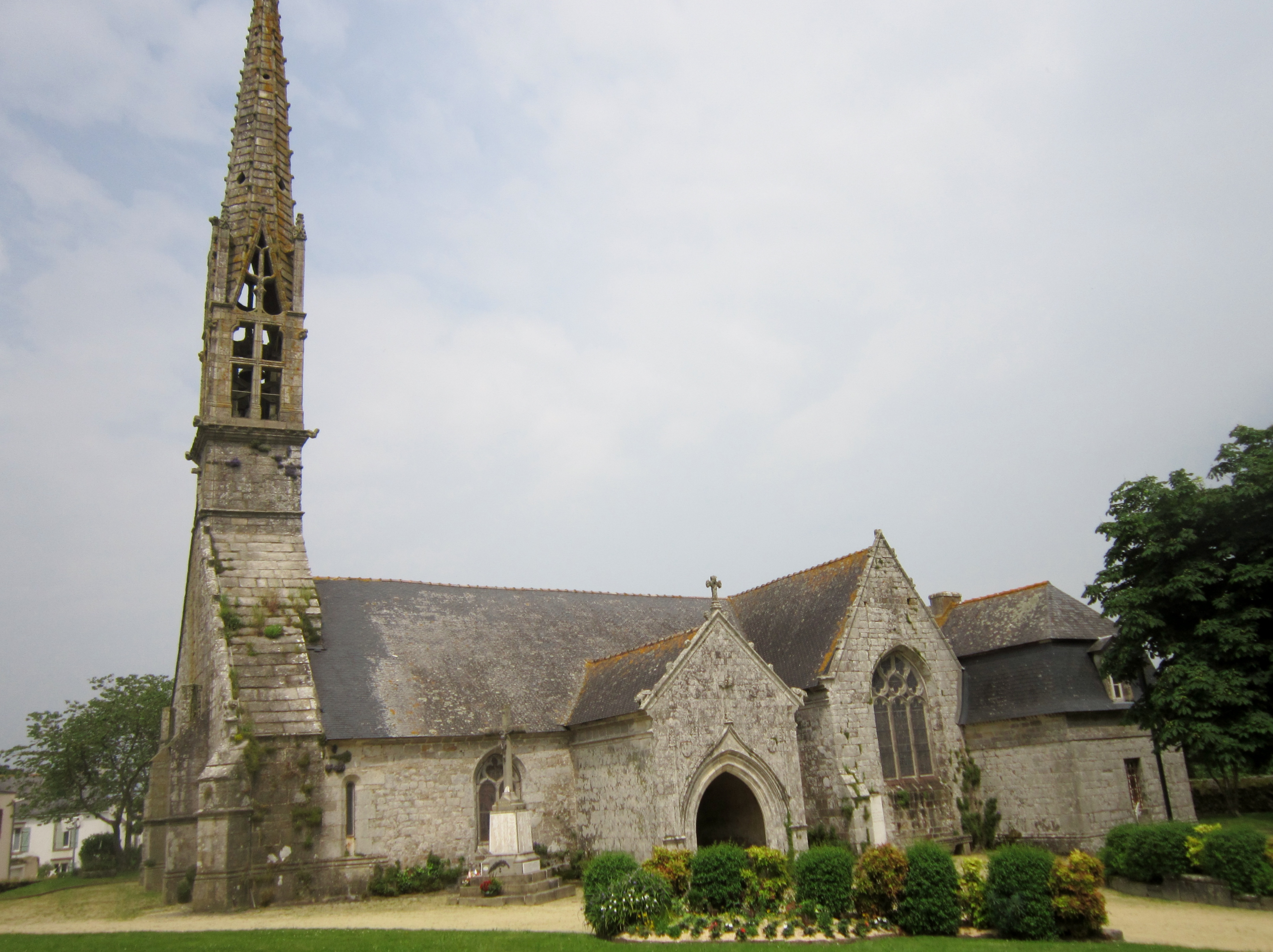
L'église paroissiale Saint-Ergat : vue extérieure d'ensemble depuis le sud-ouest.
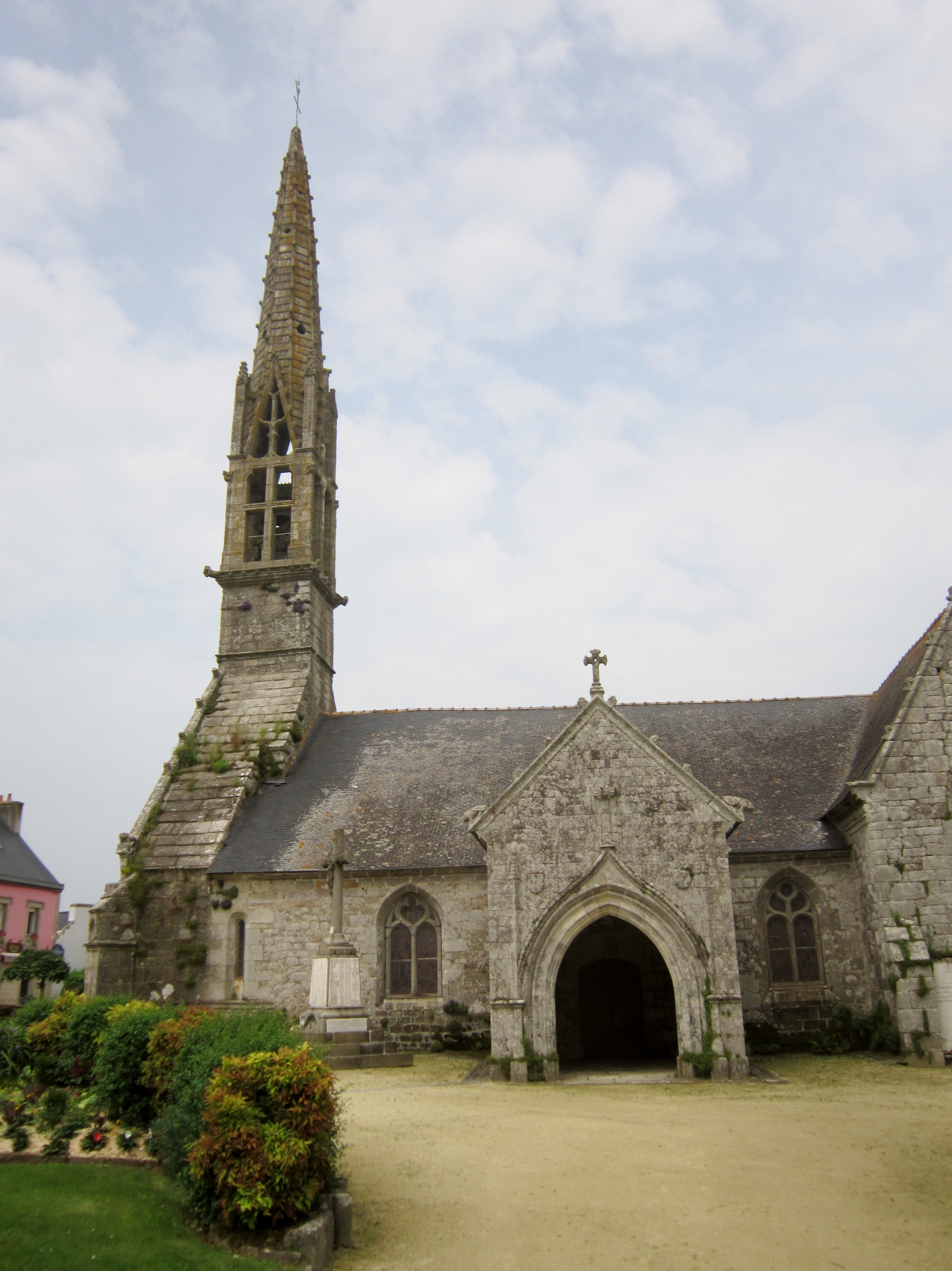
L'église paroissiale Saint-Ergat : clocher et porche.
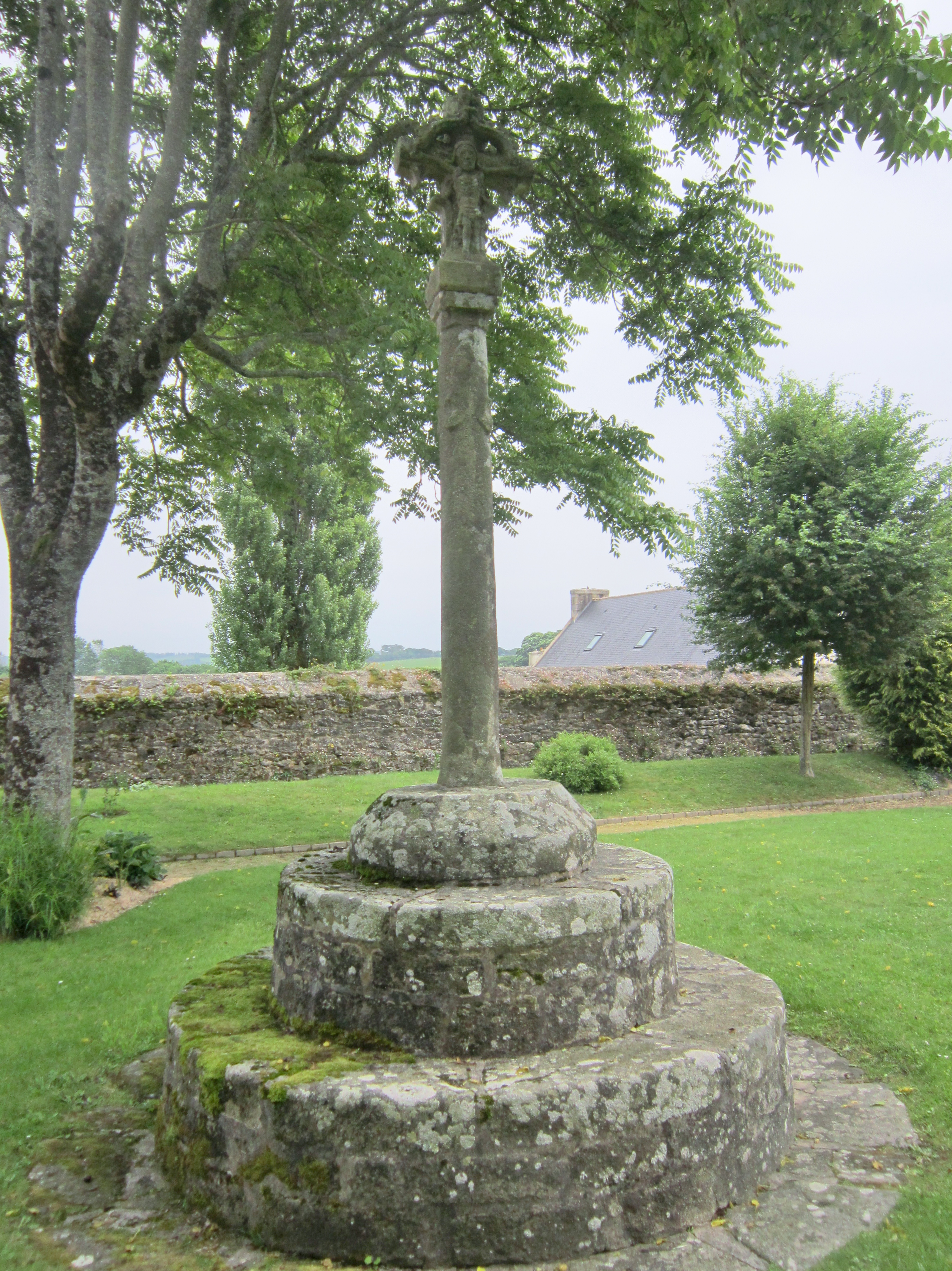
Le calvaire du placître de l'église paroissiale Saint-Ergat (XVe siècle-XVIe siècle).
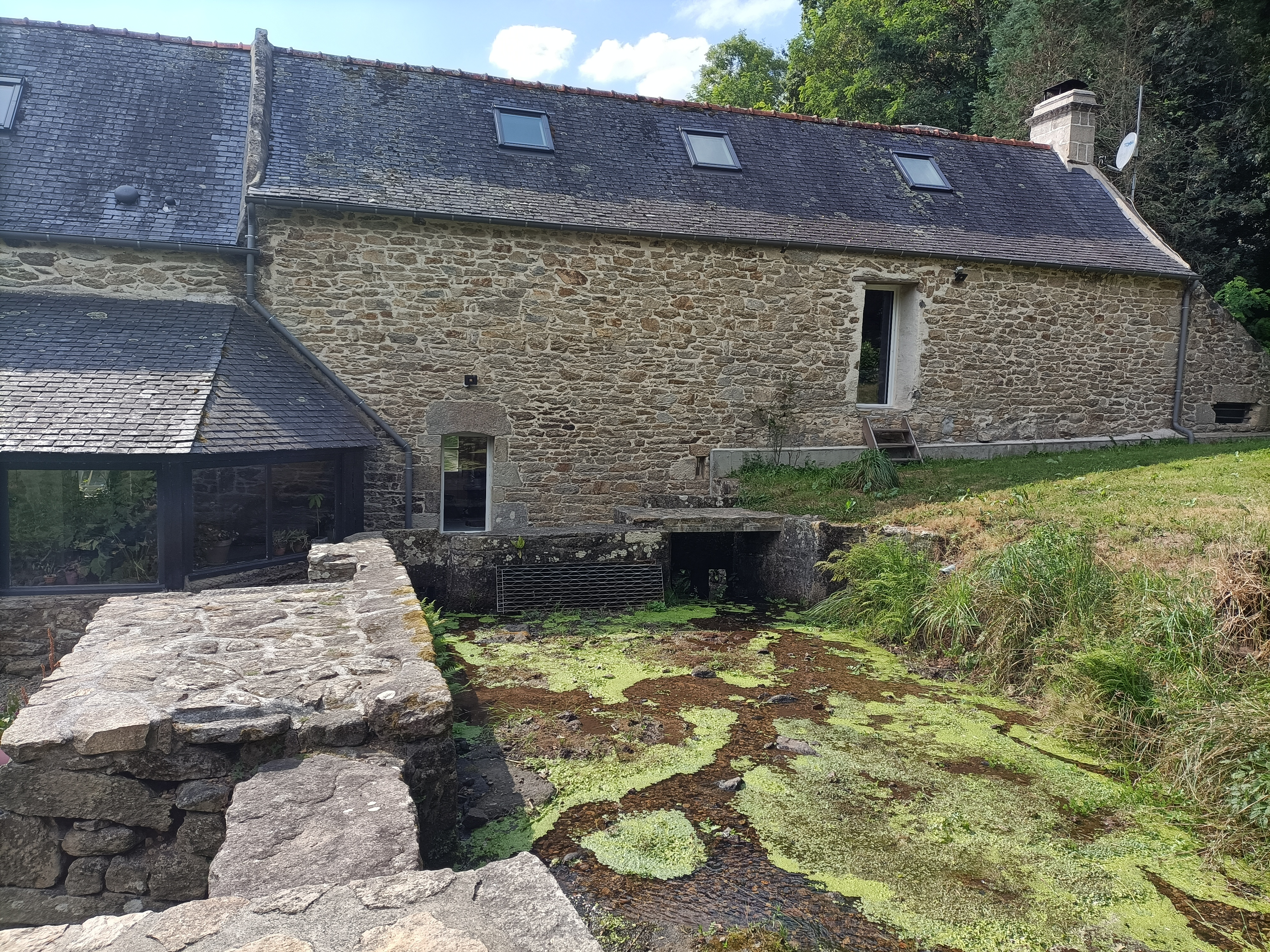
Le Moulin de Kerguerhent, au sud de Pouldergat.

## Événements
- La fête des vieux métiers a lieu en juillet.
- Pouldergat Sport, le club de football pouldergatois, et le bagad de Pouldergat, les Glaziked, organisent chaque été en août deux Fest-noz : les Mercredis du bourg.

## Personnalités liées à la commune
- Charles-Louis du Couëdic de Kergoualer[74], né en 1740 au manoir de Kerguelenen, décédé le 17 janvier 1780 des suites de ses blessures contractées lors d'un combat naval contre les Anglais, au large d'Ouessant, où il fit preuve d'héroïsme.
- Jean Le Coz (1920 - 2008), résistant, Préfet, Directeur de Cabinet du Préfet de la Région Ile de France de 1981 à 1985.

## Chanson
- Une gwerz intitulée Le retour d'Angleterre, qui parle d'Alain Fergent qui accompagna Guillaume le Conquérant lors de la conquête de l'Angleterre en 1066, évoque Pouldergat : elle fut initialement présentée comme datant du XIe siècle avant que l'on ne découvre qu'il s'agit d'un pastiche d'une gwerz de Silvestrik, un paysan ménétrier du XVIIIe siècle[75].